# ウォール・クリッパー
ウォール・クリッパー（英語：Wahl Clipper Corporation）は、アメリカ合衆国、イリノイ州スターリングに本社を置く主に散髪用具を開発する企業。世界初となる電気式ヘアクリッパー（バリカントリマー）を開発し、プロ向けの製品では世界トップシェア企業となる。
工場はアメリカ、ドイツ、ハンガリー、中国、イギリス、ベトナムに抱え、Wahl, Moser, Lister, GroomEase のブランド名で世界165か国で販売が行われている。

## 歴史
1911年、イリノイ州スターリングの高校生であったリオ・J・ウォール（Leo J. Wahl）は、叔父フランク・ウォールのために電気モーターを利用した医療用マッサージ器を発明する。この発明を契機にイリノイ大学の工学部の学生となったウォールは、マッサージ器を製造するため、祖父の町工場を借り製作に取り掛かっており、完成したマッサージ器を理髪店に販売する事業を始めている。ある時、この電気モーターを利用し理髪店にある道具を改良できるのではないかと感じ、工場で電気クリッパーの研究を開始しており、1919年に電気クリッパーが完成する。また、この開発された電気クリッパーの特許も取得しており、祖父の事業を引き継ぎウォール・クリッパー社を設立した。
1920年の終わりまでに何千ものクリッパーが製造され、全米の理髪店に販売されている。1921年には新型クリッパーの特許も取得し、2月2日、祖父の会社であるウォール・マニュファクチャリング・カンパニーの株式を100％取得し、ウォール・クリッパー・コーポレーションとして事業を統合。クリッパーの売り上げと特許使用料により、この年会社は急成長を遂げる結果となった。
1940年には使用される全ての部品製造を自社で完結するためプラスチック成型機を導入しており、結果、製品ラインナップが拡大し、サイレントドライヤーの製造も開始する。
1950年 - 世界的な需要を認識したことで変圧コンセントの開発を行っており、変圧コンセントと併せた輸出活動を開始する。
1957年5月20日 - リオ・J・ウォール逝去。生涯に渡り100を超える特許を取得した。
1960年 - 電気シェーバーを開発。（世界初は1939年のフィリップス製）
1967年 - 電池式のコードレス式クリッパーを開発。
1977年 - 鼻毛トリマーを開発。
1996年 - 1946年に設立されたドイツの家庭電機メーカー、モーザー・エレクトロジェラレイト（Moser Elektrogerate GmbH）社を買収。
1997年 - 息子であるグレゴリーS.ウォールが社長に就任。
2004年 - 国際宇宙ステーションで使用される電気クリッパーを開発。
2019年 - 創業100周年を迎える。